# 林長早
林 長早（はやし ながはや）は、戦国時代から安土桃山時代にかけての武将。小早川隆景、秀包の家臣。父は菊池武長。弟に毛利氏の重臣である林就長、林元尚。

## 生涯
菊池武長の長男として生まれる。
父・武長は菊池能運に仕えていたとされ、能運の死後に備後へ渡り、その後毛利元就に仕えた。長早は小早川隆景に仕えたため、弟の就長が林宗家を継いで、元就に仕えた。
天正11年（1583年）10月、吉川元春の三男である吉川経言（後の広家）と、元就の末子で小早川隆景の養子となった小早川元総（後の秀包）が人質として羽柴秀吉のもとに送られる際に、長早は嫡男の包次や桂広繁らと共に小早川元総（秀包）に随行し、その家臣となった。
その後、天正13年（1585年）7月の四国平定における天正の陣や、天正15年（1587年）10月の九州征伐にも秀包の側近・旗本家老として参戦して、戦功を挙げた。老齢ながらも朝鮮出兵の慶長の役で病を患い秀包に代わって小早川軍を率いて士気を上げた。
没年は不詳。